# Lodewijk Willem van Bentheim-Steinfurt (1812-1890)
Lodewijk Willem van Bentheim-Steinfurt (1812-1890), was vorst van Bentheim en Steinfurt. Hij was een zoon van Alexius Friedrich van Bentheim-Steinfurt (1781-1866) en Wilhelmina van Solms-Braunfels (1793-1865).
Hij trouwde met Bertha van Hessen-Philippsthal-Barchfeld (1818-1888). Zij was een dochter van Karel August van Hessen Philippsthal (1784-1854) en Augusta Charlotte van Hohenlohe Oehringen (1793-1821).
- Adelheid van Bentheim-Steinfurt (Steinfurt 17 mei 1840-Steinfurt 31 januari 1880). Zij trouwde op 23 augustus 1879 te Steinfurt met Willem van Hessen-Philippsthal (1831-1890).
- Juliana van Bentheim-Steinfurt (1842-1878). Zij trouwde op 16 augustus 1873 te Burgsteinfurt met Willem van Hessen-Philippsthal (1831-1890).
- Maria van Bentheim-Steinfurt (1843-1931). Zij trouwde op 16 mei 1867 met Lodewijk van Sayn-Wittgenstein (1831-1912). Hij was een zoon van Alexander van Sayn-Wittgenstein (1801-1874) en Amalia Luise van Bentheim-Tecklenburg (1802-1887).
- Alexis Carl Ernst zu Bentheim und Steinfurt (17 november 1845 - 21 januari 1919). Hij trouwde op 7 mei 1881 te Arolsen met Pauline Emma Auguste van Waldeck Pyrmont (1855-1925). Zij was een dochter van George Victor van Waldeck-Pyrmont (1831-1893) en Helena Wilhelmina Henriette van Nassau (1831-1888), en daarmee een zuster van de Nederlandse koningin Emma.
- George van Bentheim-Steinfurt (28 juni 1851-28 april 1939).